# Adam Falckenhagen
Adam Falckenhagen (Grossdalzig bei Delizsch, 26 de abril de 1697 - Bayreuth, 6 de octubre de 1754) fue un compositor alemán de música para laúd. Discípulo de Silvius Leopold Weiss, fue uno de los últimos compositores de música para laúd activos en Alemania en el siglo XVIII.

## Biografía
Nació en Grossdalzig bei Delizsch cerca de Leipzig. Su primera educación formal de clavecín y laúd, fue impartida por su tío Johann Gottlob Erlmann. Más tarde se perfeccionó estudiando con Johann Jacob Graf en Merseburg. En 1734 se desempeñó como músico en la corte de Bayreuth, donde la marquesa Guillermina de Prusia, hermana de Federico el Grande era una apasionada del laúd y reunió a algunos de los mejores intérpretes de ese instrumento de la época. Falckenhagen pasó su vida en Bayreuth, donde murió el 6 de octubre de 1754.

## Obras
Adam Falckenhagen representa uno de los últimos compositores importantes de música para laúd. Sus obras muestran la transición del barroco al estilo galante, caracterizado por una mayor libertad de expresión.
- Sonata de laúd, op. 1 (Núremberg, alrededor de 1740)
- Seis partitas de laúd, op. 2 (Núremberg, alrededor de 1742)
- Seis conciertos de laúd con flauta, op. 3 (Núremberg, alrededor de 1743)
- Concierto con flauta, op.4[1]
- Un preludio